# Червоний колір папороті
«Червоний колір папороті» (пол. «Przeprawa») — радянсько-польський художній фільм 1988 року режисера Віктора Турова. Фільм присвячений подіям 1944 року. Має 4 серії.

## Серії, обсяг, вміст
с.1: «Переправа» 1:03.01.Інтерв'ю про АК, АЛ, НСЗ, хлопські батальйони.
с.2: «Спокуса» 1:03.31.
с.3: «Випробування» 1:05.17.
с.4: «Реквієм» 1:08.36.

## Сюжет
У Другій світовій війні настав перелом. Радянські війська наступають на захід. Лінія фронту наближається до Польщі. Одночасно на польську територію проникають радянські партизани. Але тут діють свої сили опору, які не особливо шанують один одного: Армія Людова (загони, що орієнтуються на боротьбу з німцями та на співпрацю з Москвою) і Армія Крайова (загони, які зберігали вірність польському уряду у вигнанні, що перебував в Лондоні). Герої картини довго і болісно намагаються знайти компроміс. Поляки дуже добре пам'ятають, як у вересні 1939 року, виконуючи таємні домовленості, в країну вторглися не тільки частини вермахту, але й радянські війська. Причому на тій території, яка була окупована Червоною армією негайно почалися репресії і депортації. Крім того, багато польських офіцерів мріють про справжню незалежність і не бажають змінювати гітлерівську окупацію на сталінську диктатуру. Основна частина картини — це діалоги із з'ясуванням відносин, пригадування минулих образ і пафосними промовами. Зрозуміло, не обійшлося і без любовної лінії. Причому в інтернаціональному ключі. Кульмінація картини — початок німецької операції зі знищення партизанських загонів в Яновських лісах. Радянський командир (у виконанні Бориса Невзорова) наполегливо рекомендує полякам відступити. Але гордий майор Бжезіна (Єжи Мольга), командир одного із загонів Армії Крайової відкидає цей план. Він хоче зі своїми людьми дати відсіч німцям і приймає нерівний бій.

## У ролях
- Борис Невзоров — майор Судаков
- Єжи Мольга — Бжезіна, командир загонів АК, майор
- Валентинас Масальскіс — Гжегож Надейн («Сенк»), поручик
- Євген Меньшов — Кароль, польський комуніст
- Інгеборга Дапкунайте — Кама-Бася Залевська
- Ольга Лисенко — Олена Йосипівна
- Анджей Прецігс — Кораб, член загону АК
- Юрій Горобець — Єгор Юхимович Фролов
- Богуш Білевський — Брузда
- Дарина Шпалікова — Таня Синіцина
- Олена Борзова — Марійка
- Габріель Нехребецький — Владислав Ягодзіньський, перекладач
- Костас Сморігінас — «Чорний», член загону АК
- Микола Кочегаров — епізод
- Петро Юрченков — радянський партизан
- Андрій Альошин — епізод
- Олександр Аржиловський — радянський командир
- Ришард Котис — «Льонт», член загону АК
- Єжи Александр Брашка — «Кароль», комуніст в Любліні
- Влодзімєж Адамський — ад'ютант майора Бжезни
- Юрій Казючиц — радянський партизан
- Томаш Залівський — Бартек, командир загону АЛ, капітан
- Едвард Сосна — член загону АЛ
- Халіна Коссобудзька — бабуся Басі
- Йоланта Грушніц — Марія, інформатор Кароля
- Тереса Липовська — дружина співробітника Кароля
- Олександра Яковлєва — Хельга
- Павло Кормунін — партизан
- Зигмунт Малянович — капітан Посемпни
- Ігор Нєупокоєв — епізод
- Олександр Суцковєр — епізод
- Мечислав Яновський — ад'ютант майора Бжезни
- Пйотр Сєйка — епізод
- Олександр Кашперов — Сашка
- Ігор Суровцев — епізод
- Андрій Бубашкін — партизан
- Маріан Кравчик — солдат
- Адам Пробош — член загону АК
- Томаш Бжезіньський — епізод
- Тадеуш Плуценнік — епізод
- Пйотр Біндер — епізод
- Яцек Гузіньский — Еугеніуш, член загону АК
- Януш Дзюбіньський — офіцер АК
- Бохдан Еймонт — селянин
- Еугеніуш Корчаровській — офіцер АК
- Здзіслав Ріхтер — епізод
- Єжи Гуральчік — епізод
- Міхал Петшак — епізод

## Знімальна група
- Режисер — Віктор Туров
- Сценаристи — Єжи Гжимковський, Віктор Туров
- Оператори — Богуслав Лямбах, Володимир Споришков
- Композитори — Петро Альхимович, Андрій Волконський
- Художники — Адам Копчиньський, Алім Матвейчук

## Локації зйомок
Львівська область: Яворівський полігон.